# XVIII Rezerwowy Korpus Armijny (Cesarstwo Niemieckie)
XVIII Rezerwowy Korpus Armijny  (niem. XVIII. Reserve-Korps)  – wyższy rezerwowy związek taktyczny Armii Cesarstwa Niemieckiego. 
W sierpniu 1914 rozwinięto w Niemczech do etatów wojennych związki operacyjne (armie). W skład 4 Armii wszedł między innymi XVIII Rezerwowy Korpus Armijny. W I wojnie światowej korpus walczył na froncie zachodnim.
17 września 1917 rozwiązano korpus. Później został on odtworzony jako LXVII Korpus Specjalny.

## Struktura organizacyjna
Skład od 2 VIII 1914 do 20 IX 1915:
- dowództwo korpusu
- 21 Rezerwowa Dywizja Piechoty
- 25 Rezerwowa Dywizja Piechoty